# Erste Stiftung
DIE ERSTE österreichische Spar-Casse Privatstiftung (kurz: ERSTE Stiftung) ist die größte Sparkassen-Privatstiftung Österreichs. Sie ist im Jahr 2003 aus der Erste Österreichische Spar-Casse Anteilsverwaltungssparkasse hervorgegangen, die wiederum der direkte Rechtsnachfolger der Ersten österreichischen Sparkasse von 1819 war. Als Sparkassen-Privatstiftung ist sie zu gemeinnützigem Handeln verpflichtet und hat zugleich eine besondere Rolle als Kernaktionärin der Erste Group. Mit den Erträgen ihres Aktienbesitzes investiert sie in die gesellschaftliche Entwicklung in Österreich, in  Zentral- und Südosteuropa.

## Zweck und Ziele der Stiftung
Die Stiftung ist in Zentral- und Südosteuropa aktiv. Gemäß dem gemeinnützigen Sparkassengedanken unterstützt sie soziale Teilhabe und zivilgesellschaftliches Engagement, sie fördert soziale Innovation, zeitgenössische Kultur und die demokratische Zukunft Europas.

### Thematische Schwerpunkte
- Finanzielle Gesundheit für alle: Die Stiftung eröffnet jungen und älteren Personen die Möglichkeit, sich im Bereich Finanzen fortzubilden und entwickelt Werkzeuge für jene, die in einer schwierigen finanziellen Lage sind, ihre Handlungsfähigkeit und damit ihre persönliche Freiheit zurückzugewinnen.
- Erste Stiftung unterstützt diejenigen, die sich für einen Wandel der Gesellschaft zum Besseren engagieren. Sie investiert in die Entwicklung neuer digitaler Methoden, in Weiterbildung und Organisationsentwicklung von NGOs und in den Ausbau von Netzwerken nachhaltiger sozialer Unternehmen. Sie will Menschen stärken, die den sozialen Herausforderungen unserer Zeit aktiv begegnen.
- Freiräume für zeitgenössische Kultur: Die Stiftung versteht Kultur als einen festen Bestandteil ihrer Identität. Der Kulturschwerpunkt der ERSTE Stiftung liegt bei bildender Kunst der Gegenwart und Unterstützung von Kunst- und Kulturschaffenden, die sich differenziert mit kritischen, gesellschaftlichen Entwicklungen auseinandersetzen. Die Vermittlung dieser Positionen an Akteure der Zivilgesellschaft ist ein weiteres Anliegen.
- Für ein demokratisches Europa: Die Stiftung will das Bewusstsein für aktuelle Themen schärfen und mündigen, aktiven Bürgern Europas Wissen zur Verfügung stellen, indem sie Netzwerke zwischen den besten Köpfen und politischen Entscheidungsträgern herstellt, Qualitätsjournalismus für eine informierte Öffentlichkeit fördert und die Debatte über ein widerstandsfähiges, demokratisches, vereintes Europa mitgestaltet.

### Langfristige Projekte (Auswahl)
- Die Zweite Sparkasse
- Alles Clara – ist ein digitales Entlastungangebot für Menschen in Österreich, die sich um ihnen nahestehende Personen kümmern. Alles Clara verbindet sie mit professionellen und in der Online-Beratung geschulten Berater.[3]
- Two Next – unterstützt digitale soziale Innovation und ermöglicht benachteiligten Gruppen über digitale Lösungen Zugang zum ökonomischen, politischen, sozialen und kulturellen Leben.[4]
- NGO Academy – fördert seit 2013 den zivilgesellschaftlichen Sektor in Zentral- und Südosteuropa mit hochwertigen Weiterbildungsangeboten, um Organisationsstrukturen und Managementkompetenz von Führungskräften und Mitarbeitern von NGOs zu stärken. Diese werden in Kooperation mit dem Kompetenzzentrum für Non-Profit-Organisationen und Social Entrepreneurship der Wirtschaftsuniversität Wien umgesetzt.[5]
- Europe's Futures – Ideas for Action – ist eine Plattformen für ein erneuertes Europa. In Kooperation mit dem Institut für die Wissenschaften vom Menschen in Wien und der Europäischen Stabilitätsinitiative werden führende europäische Organisationen und Think Tanks vernetzt, um gemeinsam Lösungen für zentrale europäische Themen zu finden: Asyl und Migration, Rechtsstaatlichkeit und Demokratie, europäische Erweiterung und soziale Inklusion.[6]
- Balkan Fellowship for Journalistic Excellence – bietet Stipendien für Journalisten aus zehn Balkanländern in Zusammenarbeit mit dem Balkan Investigative Reporting Network und Open Society Foundations, um Demokratie und Meinungsfreiheit durch qualifizierte Berichterstattung in den Medien zu stärken.[7][8]
- Reporting Democracy – ist eine grenzüberschreitende Plattform, umgesetzt vom Balkan Investigative Reporting Network, die Journalisten Stipendien anbietet, die zum Zustand der Demokratie in den Visegrad-4-Ländern und auf dem Balkan recherchieren.[9]
- Kontakt. Kunstsammlung
- tranzit.org – ist ein Netzwerk aus unabhängigen Kunstinitiativen in Österreich, Ungarn, Rumänien, der Slowakischen und der Tschechischen Republik, das Künstlern außerhalb der staatlichen Institutionen Möglichkeiten zum Arbeiten, Ausstellen, Diskutieren und Reflektieren bieten will.[10]

### Igor Zabel Award for Culture and Theory
Seit 2008 vergibt die Stiftung den Igor Zabel Award for Culture and Theory, der alle zwei Jahre an Kunsthistoriker und Theoretiker aus Zentral- und Osteuropa verliehen wird. Ausgezeichnet wird eine bedeutende Persönlichkeit des kulturellen Lebens, deren Werk dazu beigetragen hat, dass die visuelle Kultur in Zentral- und Südosteuropa und das Wissen über sie international bekannter geworden ist. Der Preisträger wird von einem internationalen Expertenkomitee ausgewählt. Benannt ist der Preis nach dem slowenischen Kurator, Kunstkritiker und Autor Igor Zabel (1958–2005), der als Chefkurator der Moderna galerija in Ljubljana als einer der ersten kulturelle Verbindungen zwischen Ost- und Westeuropa hergestellt hatte.
Preisträger:
- What, How & for Whom/WHW (2008)
- Piotr Piotrowski (2010)
- Suzana Milevska (2012)
- Ekaterina Degot (2014)
- Viktor Misiano (2016)
- Joanna Mytkowska (2018)
- Zdenka Badovinac (2020)[11]
- Bojana Pejić (2022)

## Mitarbeit in internationalen Stiftungskooperationen
Die ERSTE Stiftung ist an mehreren sektorübergreifenden Gemeinschaftsprojekten und -fonds beteiligt:
- European Fund for the Balkans (EFB)[12]
- Grantmakers East Forum des European Foundation Centre (efc)[13]
- Civitates – a philanthropic initiative for democracy and solidarity in Europe[14]

## Tipping Point Magazin
Seit 2018 publiziert die ERSTE Stiftung ein zweisprachiges (Englisch/Deutsch) Online-Magazin mit Originalbeiträgen (Text, Bild, Video, Podcast) sowie mit aus zentral- und osteuropäischen Sprachen übersetzten Artikeln aus renommierten Medien der Region (u. a. Dennik N, Political Critique, Gazeta Wyborcza). Das Magazin versteht sich als Sprachrohr der Zivilgesellschaft in Zentral- und Osteuropa.

## Geschichte
Die Anfänge der Stiftung liegen im 19. Jahrhundert. Im Jahr 1819 wurde die Erste österreichische Spar-Casse gegründet. Aus Anlass des geänderten österreichischen Sparkassengesetzes erfolgte 1993 die Trennung der Ersten österreichischen Spar-Casse in eine operative Bank (Erste Bank AG) und einen Eigner (DIE ERSTE österreichische Spar-Casse Anteilsverwaltungssparkasse, kurz: AVS). 1997 wurde die AVS durch den Börsengang der inzwischen mit der GiroCredit Bank fusionierten Erste Bank zum Hauptaktionär des nunmehr dauerhaft börsennotierten Unternehmens. 2003 kam es zur formalen Umwandlung der AVS in DIE ERSTE österreichische Spar-Casse Privatstiftung, kurz: ERSTE Stiftung, 2 Jahre später nahm diese ihre operative Arbeit als gemeinnützig tätige Stiftung auf.

## Organisation
Die Stiftung ist eine Sparkassen-Privatstiftung nach dem österreichischen Sparkassengesetz.

### Gremien
Organe der Stiftung sind der Vorstand, der Aufsichtsrat und der Verein. Der seit 1819 bestehende private Sparkassenverein mit über 100 Mitgliedern entsendet die Mitglieder des Aufsichtsrates und designiert dessen Präsidenten. Der Aufsichtsrat ernennt die Mitglieder des Stiftungsvorstandes und kontrolliert die Geschäftsführung. Der Vorstand führt die Geschäfte und beschließt die Projekte.

#### Mitglieder des Aufsichtsrates
- Andreas Treichl (Aufsichtsratsvorsitzender)
- Manfred Wimmer (Stellvertretender Aufsichtsratsvorsitzender)
- Bettina Breiteneder
- Eva Höltl
- Johanna Mair
- Barbara Pichler
- Philipp Thurn und Taxis
- Markus Trauttmansdorff
- Kurt Zangerle

#### Mitglieder des Vorstandes
- Boris Marte (CEO)
- Wolfgang Schopf (stv. CEO)
- Gudrun Egger
- Martin Wohlmuth

### Mitarbeiter, Budget und Projekte
Die Stiftung beschäftigte im Jahr 2023 rund 30 Mitarbeiter. Seit 2005 wurden über 2.200 Projekte umgesetzt oder unterstützt. Gesamtausgaben der ERSTE Stiftung für Projekte im Zeitraum von 2005 bis 2023 betrug mehr als EUR 148 Mio.

### Mitgliedschaften in Verbänden
Die Stiftung ist Mitglied in folgenden nationalen und internationalen Dachorganisationen:
- Philanthropy Europe Association (Philea)[18]
- Network of European Foundations (NEF)[19]
- European Venture Philanthropy Association (EVPA)[20]
- Verband für Gemeinnütziges Stiften[21]
- Verband österreichischer Privatstiftungen (VÖP)[22]

## Bibliothek
Die im Jahr 2007 gegründete ERSTE Stiftung-Bibliothek fördert Wissen durch den Aufbau von Sammlungen und den freien Zugang zu Medien und Informationsressourcen, die die Themenfelder und Aufgaben der ERSTE Stiftung unterstützen und widerspiegeln. Der Medienbestand umfasst etwa 12.000 Medieneinheiten. Inhaltliche Schwerpunkte bilden zeitgenössische Kunst- und Medientheorie, Architektur und Städtebau, Mediengeschichte, Kulturtheorie und -politik, Feminismus, Gender und Queer-Theorie, Minderheiten- und Migrationsfragen, Roma-Studien, ökonomische und politische Entwicklungen, Social Banking, Finanzwissen, Stiftungswesen und Philanthropie, demografische Studien, Migration, Bildung, Informationskompetenz, Neue Medien und Journalismus, Gedächtnis und Erinnerung. Geografisch konzentriert sich die Sammlungstätigkeit auf Zentral- und Südosteuropa einschließlich Österreich. Die Bibliothek ist öffentlich zugänglich und kostenfrei nutzbar.